# 黟县县衙
黟县县衙位于中国安徽省黄山市黟县碧阳镇，现存县衙正堂，位于黟县人民政府大院内的中轴线上。
黟县的历史可追溯到秦始皇实行郡县制之时（前221年）。黟县县衙正堂坐北朝南，始建于宋徽宗宣和年间（1119-1125年），现存建筑系清光绪年间（1875-1908）由知县陈德明重修。这是一座正方体建筑，长宽高大约相等，面阔13.6米，进深13.4米，面积182平方米，歇山顶，飞檐翘角。
1982年，县衙正堂公布为黟县文物保护单位。1993年拨款维修。1998年4月，县衙正堂公布为黄山市文物保护单位。2012年5月，该建筑进行全面抢救性修缮。县衙正堂已改为黟县乡贤馆开放。正堂内陈列俞正燮、黄士陵、赛金花等黟县历代名人。